# Benedictus XV
Benedictus XV, Giacomo Paolo Giovanni Battista della Chiesa, född 21 november 1854 i Genua, Italien, död 22 januari 1922 i Rom, var påve från den 3 september 1914.

## Biografi
Giacomo della Chiesa var son till markisen Giuseppe della Chiesa och dennes hustru Giovanna Migliorati. Efter studier i civilrätt i Genua reste han till Rom, där han bland annat studerade teologi och kanonisk rätt. Han prästvigdes i Rom den 21 december 1878, och var 1883-1887 sekreterare åt Spaniens dåvarande nuntie, Mariano Rampolla. Della Chiesa assisterade Rampolla i flera olika diplomatiska sammanhang, till exempel vid medlingen mellan Spanien och Tyskland beträffande ögruppen Karolinerna i Stilla havet.
Della Chiesa vigdes den 22 december 1907 till ärkebiskop av Bologna av påven Pius X. Han utsågs till kardinalpräst med Santi Quattro Coronati som titelkyrka den 28 maj 1914. Pius X avled den 20 augusti samma år, och vid konklaven den 3 september valdes Giacomo della Chiesa till påve. Han antog namnet Benedictus XV. Första världskriget hade nyss inletts, och valet föll på della Chiesa eftersom man ansåg att man på påvestolen behövde en rutinerad diplomat.
Benedictus XV:s pontifikat överskuggades av första världskriget. Även om han protesterade mot den inhumana krigföringen, förhöll han sig neutral i förhållande till de krigförande parterna. I augusti 1917 lade han fram ett fredsförslag som byggde på rättvisa istället för militära resultat, men det negligerades helt. Efter kriget sökte Benedictus förbättra relationerna med Frankrike och dess i många stycken antiklerikala republikanska regering genom att 1920 helgonförklara Jeanne d'Arc. 
Benedictus verkade för att Vatikanen skulle utropas till en självständig stat, och etablerade diplomatiska förbindelser med ett flertal stater. Även om han själv aldrig fick se Vatikanen som självständig stat, hade han i alla fall i mångt och mycket förberett marken för den utveckling som ledde fram till Lateranfördraget 1929. 
Benedictus insjuknade i influensa som övergick i en svårartad lunginflammation, och han avled i januari 1922. Hans gravmonument, utfört av Pietro Canonica, är beläget i andra kapellet på vänster sida i Peterskyrkan. Hans stoft vilar i kryptan under själva kyrkan.